# شوک (فیلم ۲۰۰۴)
«شوک» (انگلیسی: Shock (2004 film)) فیلمی در ژانر ترسناک است. از بازیگران آن می‌توان به مینا و عباس اشاره کرد.